# Roger Tahull
Roger Tahull i Compte, né le 11 mai 1997 à Barcelone, est un joueur de water-polo espagnol.

## Palmarès

### Championnats du monde
- Championnats du monde 2022 à Budapest ( Hongrie) :
  -  Médaille d'or du tournoi masculin
- Championnats du monde 2023 à Fukuoka ( Japon) :
  -  Médaille de bronze du tournoi masculin
- Championnats du monde 2024 à Doha ( Qatar) :
  -  Médaille de bronze du tournoi masculin
- Championnats du monde 2025 à Singapour ( Singapour) :
  -  Médaille d'or du tournoi masculin

### Championnats d'Europe
- Championnats d'Europe 2018 à Barcelone ( Espagne) :
  -  Médaille d'argent du tournoi masculin
- Championnats d'Europe 2020 à Budapest ( Hongrie) :
  -  Médaille d'argent du tournoi masculin
- Championnats d'Europe 2022 à Split ( Croatie) :
  -  Médaille de bronze du tournoi masculin
- Championnats d'Europe 2024 à Zagreb ( Croatie) :
  -  Médaille d'or du tournoi masculin